# پاچینو
پاچینو (به ایتالیایی: Pachino) یک کومونه در ایتالیا است که در استان سیراکوز واقع شده‌است.

## خصوصیات
پاچینو ۵۰٫۴۷ کیلومترمربع مساحت و ۲۲٬۱۸۴ نفر جمعیت دارد و ۶۵ متر بالاتر از سطح دریا واقع شده‌است.